# ジョニー・コーラ
ジョニー・コーラ（Johnny Colla、本名：ジョン・ヴィクター・コーラ、1952年7月2日 - ）は、アメリカ合衆国出身のロック・ミュージシャン、ギタリスト、サクソフォーン奏者。ロックバンド、ヒューイ・ルイス&ザ・ニュースのメンバーとして知られている。

## ディスコグラフィ

### スタジオ・アルバム
- Lucky Devil (2002年)
- I Hear Voices! (2012年)
- I Hear Other Voices!! (Hardly Stricly A Cappella) (2021年)
- Voices only!!! (2021年)